# Draba crassifolia
Draba crassifolia — вид рослин родини капустяні (Brassicaceae), поширений на півночі Північної Америки та Європи. Етимологія: лат. crassus — «товсте», лат. folius — «листя»

## Опис
Це однорічні або багаторічні рослини (каудекс розгалужений, якщо присутній). Стебла нерозгалужені або, рідше, розгалужені дистально, (0.1)0.3–1.1(1.5) дм, зазвичай гладкі, рідко запушені проксимально. Базальне листя черешкове: пластини від ланцетних (тонших на основі) до зворотнояйцеподібних, (0.2)0.5-2.5(3) см × (1)2-4(6) мм, поля, як правило, цілі, поверхні голі або рідко запушені. Стеблового листя  зазвичай 0, рідше 1, сидяче, пластини від довгастих до ланцетних чи яйцюватих, поля цільні, поверхні гладкі.
Китиці (2)4–15(25)-квіткові, витягнуті у плодах, гладкі. Плодоноси 3–8(10) мм, звичайно прямі, рідше вигнуті вгору, гладкі. Квіти: чашолистки яйцюваті, 1–2 мм, гладкі (часто в'януть до білих); пелюстки жовті, ланцетні (загострені при основі), 1.5–2.5(3) × 0.5–1 мм; пиляки яйцюваті, 0.15–0.25 мм. Плоди від вузько еліптичних до ланцетних, рідше лінійно-ланцетні, сплюснуті, (3)5–10 × 1.5–2.5 мм. Насіння еліптичне, 0.7-0.8 × 0.4-0.5 мм. 2n = 40.

## Поширення
Північна Америка: Ґренландія, Канада, зх. США; Європа: Норвегія, Швеція.
Населяє оголення порід, субальпійські луки, альпійські вершини й тундру.